# Smittium fecundum
Smittium fecundum är en svampart som beskrevs av Lichtw. & M.C. Williams 1999. Smittium fecundum ingår i släktet Smittium och familjen Legeriomycetaceae.   Inga underarter finns listade i Catalogue of Life.